# Schwarze Reichswehr
Schwarze Reichswehr er en betegnelse for de illegale paramilitære enheder, som under den tyske Weimar-republik i strid med betingelserne i Versailles-traktaten fra 1919 blev delvis finansieret af den officielle tyske hær Reichswehr.
Ved fredskonferencen i Paris efter 1. Verdenskrig var den tyske hær begrænset til højest 100.000 mand. Allierede militærkommissioner skulle overvåge at denne hær i stort omfang blev afvæbnet. Reichswehr overholdt ikke disse betingelser og skjulte overskydende våben, ammunition og udrustning, som efter krigen stadig fandtes i betydelige mængder. 
Kontrollen med disse våben gjorde hæren, som gerne var modstander af den nye republik, til en betydelig magtfaktor i Tyskland, hvor demokratiet endnu ikke havde slået dybe rødder. I mange tilfælde så de allierede militærkommissioner gennem fingrene med Reichswehrs illegale aktiviteter. De foretrak en styrkelse af nationalistiske kræfter mod de socialistiske og kommunistiske grupper i Tyskland, som bl.a. havde deltaget i novemberrevolutionen i 1918. 
Reichswehr støttede ikke kun de illegale enheder med penge, våben, ammunition og udstyr, men også ved at stille undervisere og træningsfaciliteter til rådighed. 
I snæver forstand bestod Schwarzen Reichswehr kun af den såkaldte Arbeitskommando under major Bruno Buchrucker, som efter de tyske frikorps' kampe i Øvre Schlesien opholdt sig illegalt i 3. militærkreds.
I bredere forstand bestod Schwarzen Reichswehr også af:
- SA
- „Notpolizei“ – Brigade Ehrhardt
- Stahlhelm
- Bund Oberland
- Bund Reichsflagge
- Sabotagegrupperne i Organisation Heinz i Ruhrområdet mod den franske besættelse
- Indbyggerværn
- Organisation Escherich
- Organisation Kanzler
- Organisation Consul (som efterfølgerorganisation for "Brigade Erhardt")

Formålet med disse enheder var: 
1. Omgåelse af begrænsningerne i Versailles-traktaten
2. Opstilling af en reservehær
3. Fortsættelse af den militære uddannelse

Schwarze Reichswehr skulle både sikre den indre ro og sammen med Reichswehr være klar til kamp mod en ydre fjende. Således blev det Schwarze Reichswehr fra 1923 intensivt forberedt på en krig mod Frankrig (se Besættelsen af Ruhr). Ledelsen af Reichwehr og Reichswehrminister Otto Geßler benægtede Schwarze Reichswehrs eksistens. 
Og det på trods af, at Schwarze Reichswehr blev ledet af stabschefen i 3. Division i Berlin, oberstløjtnant Fedor von Bock. Den praktiske ledelse af de såkaldte arbejdskommandoer lå hos major Buchrucker og premierløjtnant Paul Schulz. Styrkerne ved Küstrin fik økonomisk støtte af storgodsejere, især igennem Brandenburgischer Heimatbund.
Som følge af Küstrinkuppet den 1. oktober 1923 og retssagerne mod de såkaldte Fememordere fik offentligheden kendskab til Schwarze Reichswehrs eksistens. Alene i 3. militærkreds opgav Buchrucker deres tal til 18.000 mand.
Blandt lederne af Schwarze Reichswehr i Bayern var kaptajn og senere chef for SA Ernst Röhm.

## Eksterne kilder
- Vorbereitung auf den Nationalsozialismus – „Die Schwarze Reichswehr“ als Mentalitätsgeschichte (Telepolis)
- Bernhard Sauer: Goebbels »Rabauken«. Zur Geschichte der SA in Berlin-Brandenburg. (pdf, 6,5 MB) i: Jahrbuch des Landesarchivs Berlin, 2006
- Bernhard Sauer: Die Schwarze Reichswehr und der geplante Marsch auf Berlin (pdf, 1,1 Mbyte) i: Berlin in Geschichte und Gegenwart. Jahrbuch des Landesarchivs Berlin, 2008.